# Brouwerij Van Steenberge

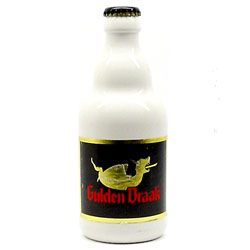
Bouteille de 33 cl de Gulden Draak.

Brouwerij Van Steenberge est une brasserie implantée à Ertvelde en Belgique.
Elle produit surtout des bières de haute fermentation. 70 % de cette production est exportée, principalement en Italie, aux Pays-Bas, en Espagne et aux États-Unis.

## Bières
Les bières produites par Van Steenberge sont : 
- Piraat, bière blonde forte ;
- Gulden Draak, bière brune forte ;
- Celis White, bière blanche ;
- Leute Bokbier, bière ambrée ;
- Bruegel, bière brune aromatisée ;
- Bornem Dubbel, bière d'abbaye brune ;
- Bornem Tripel, bière d'abbaye blonde ;
- Keizersberg, bière d'abbaye blonde qui est une bière à étiquette de la Bornem Tripel.

La Bornem et la Keizersberg peuvent arborer le logo Bière belge d'Abbaye reconnue.
- Pastor'ale, bière 3 grains blonde.